# Szpilowłoska niesubtelna
Szpilowłoska niesubtelna (Acanthoscurria insubtilis) – gatunek pająka z rodziny ptasznikowatych.
Gatunek ten został opisany w 1892 roku przez E. Simona.
Pająk o ciele długości między 33 a 43 mm, ubarwiony brązowo. Różowe szczecinki porastają u samca karapaks, odnóża i opistosomę. U samicy karapaks jest jasnobrązowy, a opistosoma różowawobrązowa. Nadustek jest wąski. Aparat strydulacyjny zbudowany jest z około 18 szczecinek u samców i 12 u samic. Bruzda szczękoczułkowa zaopatrzona jest w 13 większych zębów i liczne mniejsze ząbki. Nogogłaszczki samca charakteryzuje niewystające przedwierzchołkowe pólko granulowane (SGA) i słabo zakrzywiony embolus z dolnym kilem sięgającym szczytu. Samica ma spermatekę o U-kształtnej podstawie i rozbieżnych płatach.
Ptasznik neotropikalny, znany z boliwijskiego departamentu Cochabamba i brazylijskich stanów Amazonas, Acre, Rondônia,
Mato Grosso i Mato Grosso do Sul. Gatunek ten kopie pod kamieniami i kłodami rurkowate norki o średnicy 3–4 cm i długości 10–20 cm. Wędrujące samce spotyka się wśród leśnej ściółki.